# Coupe du monde de marche 1965
Navigation
Varese 1963 Bad Saarow 1967
La 3e édition de la Coupe du monde de marche s'est déroulée les 9 et 10 octobre 1965 dans les rues de Pescara, en Italie.

## Tableau des médailles
| Rang | Nation             | Or | Argent | Bronze | Total |
| ---- | ------------------ | -- | ------ | ------ | ----- |
| 1    | Allemagne de l'Est | 3  | 1      | 1      | 5     |
| 2    | Hongrie            | 0  | 1      | 1      | 2     |
| 3    | Royaume-Uni        | 0  | 1      | 0      | 1     |
| 4    | Italie             | 0  | 0      | 1      | 1     |
|      | Total              | 3  | 3      | 3      | 9     |

## Podiums

### Hommes
| Épreuve                             | Or                                                 | Argent                                               | Bronze                                              |
| ----------------------------------- | -------------------------------------------------- | ---------------------------------------------------- | --------------------------------------------------- |
| 20 km                               | Dieter Lindner Allemagne de l'Est 1 h 28 min 10 s  | Antal Kiss Hongrie 1 h 29 min 09 s                   | Gerhard Sperling Allemagne de l'Est 1 h 31 min 30 s |
| 50 km                               | Christoph Höhne Allemagne de l'Est 4 h 03 min 14 s | Burkhard Leuschke Allemagne de l'Est 4 h 06 min 02 s | Abdon Pamich Italie 4 h 06 min 40 s                 |
| Lugano Trophy - Combiné par équipes | Allemagne de l'Est 117 pts                         | Royaume-Uni 87 pts                                   | Hongrie 64 pts                                      |